# Aerovolga LA-8
Die Aerovolga LA-8 ist ein zweimotoriges Amphibienflugzeug des russischen Herstellers Aerovolga.

## Geschichte
Die Aerovolga LA-8 ist ein Amphibienflugzeug, das für etwa 1 Mio. USD angeboten wird. Sie wurde ab 2003 entwickelt und 2005 beim Internationalen Luft- und Raumfahrtsalon MAKS öffentlich vorgestellt. Neben der Passagierversion sollen Versionen für Krankentransport-, Überwachungs- und allgemeine Transportaufgaben entwickelt werden. Anfang der 2010er Jahre waren 30 Maschinen mit einer Sonderzulassung im Dienst.

## Konstruktion
Die LA-8 ist ein freitragender Hochdecker mit T-Leitwerk und einziehbarem Fahrwerk. Der Rumpf ist aus Verbundwerkstoffen gebaut und ist entsprechend dem Einsatzzweck mit einem salzwasserresistenten Anstrich versehen. Als Antrieb kommen je zwei B4B5 (russische Lizenzproduktion des Lycoming O-540) oder LOM Praha M-337C in den Flügeln zum Einsatz.

## Technische Daten
| Kenngröße             | Daten                                                    |
| --------------------- | -------------------------------------------------------- |
| Besatzung             | 1                                                        |
| Passagiere            | 7                                                        |
| Länge                 | 11,10 m                                                  |
| Spannweite            | 14,00 m                                                  |
| Höhe                  | 3,40 m                                                   |
| Flügelfläche          | 20,2 m²                                                  |
| Flügelstreckung       | 9,7                                                      |
| Kabinenbreite         | 2,00 m                                                   |
| Nutzlast              | 800 kg                                                   |
| Leermasse             | kg                                                       |
| max. Startmasse       | 2720 kg                                                  |
| Reisegeschwindigkeit  | 235 km/h                                                 |
| Höchstgeschwindigkeit | 305 km/h                                                 |
| Landegeschwindigkeit  | 98 km/h                                                  |
| Start-/Landestrecke   | 350/450 m                                                |
| Dienstgipfelhöhe      | 4500 m                                                   |
| max. Flugdauer        | 5,6 h                                                    |
| Reichweite            | 1200 km                                                  |
| Triebwerke            | je zwei B4B5 mit 176 kW oder LOM Praha M-337C mit 187 kW |